# Нойберг-им-Бургенланд
Нойберг-им-Бургенланд (нем. Neuberg im Burgenland) — община (нем. Gemeinde) в Австрии, в федеральной земле Бургенланд. 

## Описание
Входит в состав округа Гюссинг.  Население составляет 1015 человек (на 31 декабря 2005 года). Занимает площадь 17,6 км². Идентификационный код  —  1 04 09.

## Политическая ситуация
Бургомистр общины — Даниль Нойбауэр (АНП) по результатам выборов 2007 года.
Совет представителей общины (нем. Gemeinderat) состоит из 15 мест.
- АНП занимает 8 мест.
- СДПА занимает 7 мест.

## Внешние ссылки
- Официальная страница (нем.)